# Las tres de la mañana

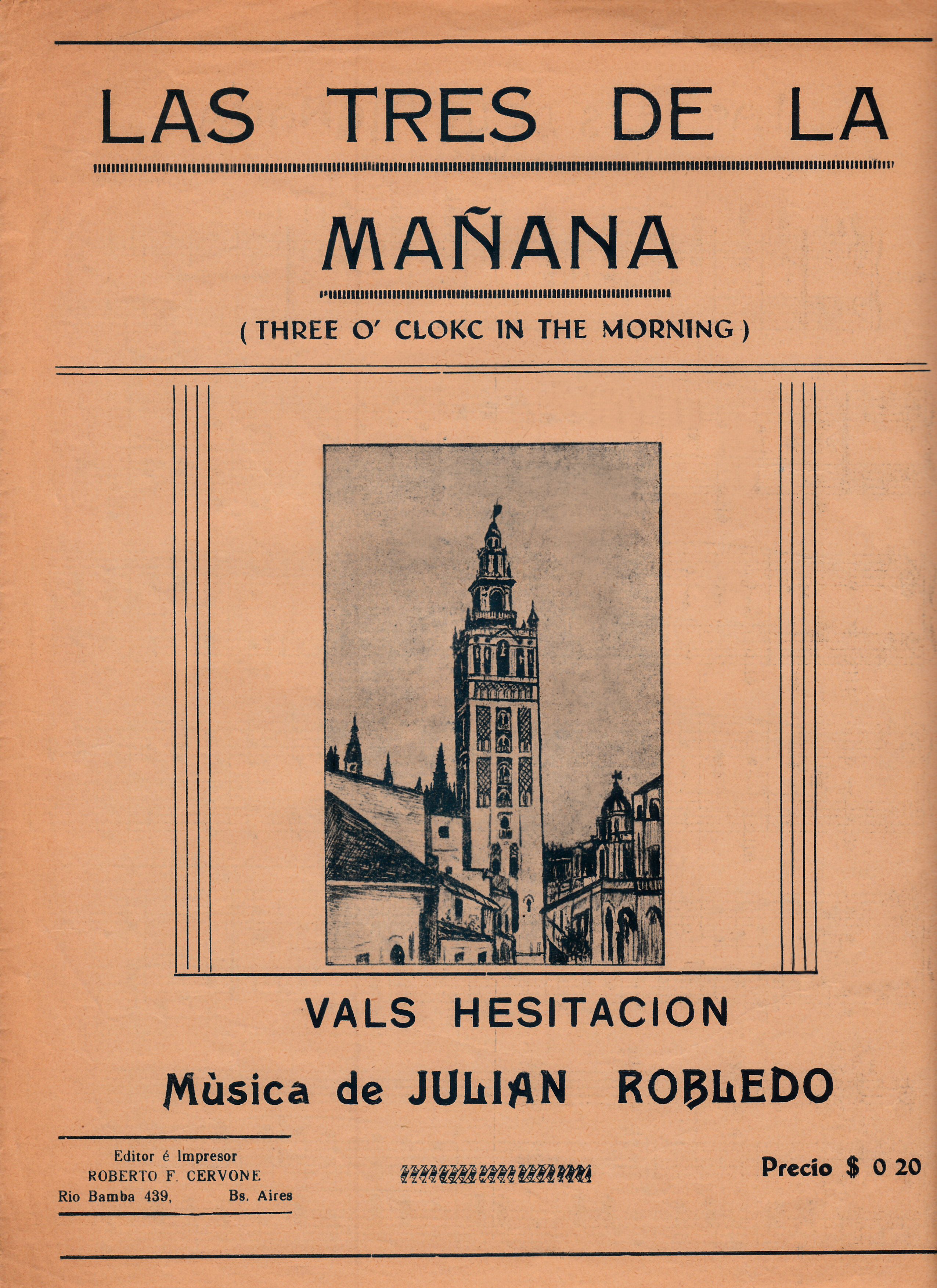
Portada de la partitura de “Las Tres de la Mañana”

«Las tres de la mañana» es un vals escrito en 1919 que llegó a ser muy popular en la década de los 20. Fue compuesto por Julián Robledo, un músico español que vivía en Argentina. La grabación de Paul Whiteman en 1922 fue una de las primeras veinte grabaciones en la historia en alcanzar ventas de más de un millón de discos.

## Historia
Julián Robledo publicó el vals “Las tres de la mañana” (también conocido como “Vals de las campanas”) en Los Estados Unidos en 1919 en la ciudad de Nueva Orleans. Este vals fue publicado en la forma de una partitura para piano con el título en inglés de “Three O’Clock in the Morning”. En 1920 la música también fue publicada en Inglaterra y Alemania.
Inicialmente “Las tres de la mañana” no tuvo letra, pero en 1921 la letra fue escrita por Dorothy Terriss (seudónimo de Theodora Morse) de los Estados Unidos. La canción apareció en la escena final del espectáculo “Greenwich Village Follies de 1921” en Nueva York actuada por los cantantes Richard Bold y Rosalind Fuller con los bailarines Margaret Petit y Valodia Vestoff. Fue la canción más destacada del espectáculo.
Frank Crumit grabó la canción en el estudio de grabaciones Columbia en 1921, y Paul Whiteman la grabó en 1922 en el estudio de grabaciones Victor. El disco de Paul Whiteman logró un éxito fantástico con ventas de más de 3,5 millones de discos, y llegó a ser uno de los primeros veinte discos en la historia en alcanzar ventas de más de un millón de copias. A causa de la popularidad de esta grabación, la editorial estadounidense de música Leo Feist vendió más de un millón de partituras.
La popularidad de “Las tres de la mañana” continuó aún después de la década de los 20, de hecho hubo muchas grabaciones de esta canción por algunas de las orquestas más destacadas del mundo. Entre ellas se destacaron  Frank De Vol and his Orchestra (1950), Guy Lombardo and his Royal Canadians (1960), Mitch Miller and the Gang (1960), Bert Kaempfert and his Orchestra (1964) y Living Strings (1971).  También “Las tres de la mañana” se convirtió en un tema estándar del jazz y ha sido interpretado por Dizzy Gillespie (1953), Oscar Peterson (1956), Thelonious Monk (1969) y muchos otros.
La partitura de “Las tres de la mañana” fue publicada en Argentina por G. Ricordi & C. y fue grabada como un vals por la orquesta típica de Enrique Rodríguez el 22 de marzo de 1946 y por Francisco Canaro en 1953.

## Cultura popular
En la famosa novela estadounidense “El gran Gatsby” la música “Las tres de la mañana” se menciona en el capítulo seis. La canción sonaba en una fiesta y refleja los pensamientos de un personaje (Daisy) en la novela.
También “Las tres de la mañana” ha aparecido en muchas películas. Judy Garland cantó la canción en la película “Presenting Lily Mars” (1943). También la música ha aparecido en las películas “Margie” (1946), “That Midnight Kiss” (1949), “Belles on Their Toes” (1952), “The Eddy Duchin Story” (1956), "The Great Gatsby" (1974), "When Brendan Met Trudy" (2000) y "The Man Who Wasn't There" (2001).